# Cameron Jowitt
Pas d'image ? Cliquez ici

a Compétitions nationales et continentales officielles uniquement.

Dernière mise à jour le 4 juillet 2018.
Cameron Michael Jowitt, né le 5 février 1983 à Auckland (Nouvelle-Zélande), est un joueur d'origine samoanne de rugby à XV qui évolue au poste de deuxième ligne (2,01  m et pèse 113  kg).  

## Carrière

### En club
- King's College, Otahuhu  Nouvelle-Zélande
- 2005 : Auckland  Nouvelle-Zélande (NPC)
- 2005-2008 : Leinster Rugby (province) et Lansdowne RFC (club)
- 2009 : Northland Rugby Union  Nouvelle-Zélande (NPC)
- 2010-2011 : Waratahs (Super Rugby)  Australie

## Palmarès

### En club et province
- 55 sélections en province avec le Leinster